# Arcipelago Wellington
L'arcipelago Wellington è un gruppo di isole del Cile meridionale, nell'oceano Pacifico. È il più grande della Patagonia cilena. Appartiene alle regioni di Aysén e di Magellano e dell'Antartide Cilena, alle province di Capitán Prat e di Última Esperanza a ai rispettivi comuni di Tortel e Natales.
Per circa 6 000 anni le coste di queste isole erano abitate dal popolo Kaweshkar. All'inizio del XXI secolo, la popolazione si è praticamente estinta decimata dai colonizzatori.

## Geografia
L'arcipelago Wellington, situato a sud del golfo di Penas, è formato da isole raggruppate in due settori principali, nord e sud, separati dal canale Adalberto. A est, il canale Messier che corre da nord a sud, separa l'arcipelago da una serie di isole e dalla terraferma. A nord, separato dal Paso Suroeste, si trova l'arcipelago Guayaneco, ad ovest l'arcipelago Campana è separato dai canali Fallos e Ladrillero; a sud il canale Trinidad lo separa dall'arcipelago Madre de Dios. La sua lunghezza (nord-sud) è di 141 miglia, il punto di larghezza massima (est-ovest) è 40 miglia.

### Le isole
Settore nord:
- Isla Juan Stuven, situata a sud-est dell'arcipelago Guayaneco da cui la separa il Paso Suroeste, il suo lato orientale si affaccia sul canale Messier; ha una superficie di 308,1 km²[1] 47°53′S 74°50′W.
- Isla Jungfrauen, a sud dell'isola Byron (arcipelago Guayaneco) e ad ovest di Juan Stuven 47°54′40″S 75°06′12″W.
- Isla Millar, a sud-est di Juan Stuven, si affaccia sul canale Messier; la sua cima più alta ha 743 m 47°57′31″S 74°43′12″W.
- Isla Prat, si trova tra l'isola Campana e l'isola Little Wellington, a sud di Juan Stuven; ha una superficie di 760,8 km²[2] 47°53′S 74°50′W.
- Isla Little Wellington

Settore sud:
- Isla Knorr, isola di forma triangolare a sud-ovest di Prat, da cui la divide il canale Adalberto 48°39′42″S 74°53′40″W.
- Isola Wellington
- Isla Lavinia, piccola isola a ovest di Wellington, si affaccia sul canale Ladrillero 49°S 75°W.
- Isla Angamos, a ovest di Wellington e a sud di Lavinia, ha una superficie di 447,7 km²[3] e misura 18 miglia per 12. Il suo monte Siegfried è quasi sempre coperto dalla neve 47°53′S 74°50′W.
- Isla Chipana, a sud di Angamos 49°12′45″S 75°08′00″W.
- Isla Kalau (o Alau), a sud-ovest di Wellington, si affaccia sul Pacifico 49°24′24″S 75°30′03″W.
- Isla Taggart, a sud di Kalau, anch'essa affacciata su Pacifico 49°24′24″S 75°30′03″W.
- Isla Merino, tra Taggart e Mornington 49°32′40″S 75°24′21″W.
- Arcipelago Mornington
- Isla Saumarez, a est di Wellington, misura 13 miglia per 6, ha una superficie di 191,8 km²[4]49°30′57″S 74°21′05″W.

### Flora e fauna
Sulle pendici e tra le colline cresce una fitta foresta che si stabilisce negli interstizi delle rocce. Normalmente gli alberi non si sviluppano oltre 50 metri sopra il livello del mare, ma dove l'area è riparata dal vento il livello sale a 200 e 300 metri. Sulla roccia nuda crescono licheni e muschi. Tra gli alberi ci sono il faggio, il tepú e il canelo.
Il regno animale è molto ridotto: sono presenti volpi, roditori, lupi e nutrie. Tra gli uccelli terrestri e acquatici possiamo trovare il martin pescatore, l'ittero australe, il tordo, il cigno, l'anatra, il pinguino, l'oca testagrigia, il gabbiano e l'anatra vaporiera di Magellano. I mari sono popolati da: robalo, pejerrey, blanquillo, centolla patagónica, granchi reali, ricci di mare e mitili.